# Municipio de Wood River (condado de Custer)
El municipio de Wood River (en inglés, Wood River Township) es un municipio del condado de Custer, Nebraska, Estados Unidos. Tiene una población estimada, a mediados de 2022, de 322 habitantes.

## Geografía
Está ubicado en las coordenadas 41°08′02″N 99°47′45″O / 41.13389, -99.79583 (41.133983, -99.795816). Según la Oficina del Censo, tiene una superficie total de 370.04 km², de los cuales 370.03 km² corresponden a tierra firme y 0.01 km² están cubiertos de agua.

## Demografía
Según el censo de 2020, en ese momento había 328 personas residiendo en la zona. La densidad de población era de 0.89 hab./km². El 96.34 % de los habitantes eran blancos, el 0.30 % era amerindio, el 0.91 % eran de otras razas y el 2.44 % eran de una mezcla de razas. Del total de la población, el 2.44 % eran hispanos o latinos de cualquier raza.